# Владо Гьорески
Владо Гьорески–Рафик (на македонска литературна норма: Владо Ѓорески – Рафик) е северномакедонски и словенски художник, графичен художник, сценограф, и дизайнер на театрални плакати.

## Биография
Владо Гьорески е роден на 21 април 1958 година в Битоля, тогава във Федерална Югославия. Завършва гимназия в Битоля, а през 1981 година завършва Философския факултет на Скопския университет, катедра „История на изкуството“. Учи в Международния графичен център в Любляна, Словения. През 1980 година започва да работи като доброволец, а през 1981 година е нает като художник – изпълнител в Народния театър в Битоля. През 1982 година е нает в Битолския музей като кустос на съвременното изкуство.
През 1981 година прави първата си самостоятелна изложба и оттогава постоянно присъства със самостоятелни и колективни изложби в страната и чужбина. В областта на историцията на изкуството той присъства главно в графичното изкуство, но не пренебрегва други художествени произведения. Неговото художествено утвърждаване се превръща в международен план и като художник, график, изкуствовед е член на жури, селектор и опитен консултант:
Член е на международното жури на Графичното биенале във Варна, България.
Член на Международното жури на Световната галерия за рисунки в Скопие.
Той е селектор на автори, представители на страната Македония и водещ на колекцията на Международното триенале на графиката – Битоля в Международното триенале на графиката в Шамалир, (Chamalières), Франция.  Освен това той представлява художници от други страни в този триенале. 
Участва в организацията на 2- и 3 ро Международно биенале на графиката, Чачак, Сърбия.
Владо Гьорески е художествен ръководител на Международното триенале на графиката – Битоля и е нает като куратор на съвременното изкуство в Националния институт, музей и галерия в Битоля.
Като художник и график има самостоятелни изложби и участва в много колективни изложби в страната и чужбина. От 2016 г. до 2020 г. той е участвал в над 100 художествени изложби в много страни по света:
България,Словения,
Хърватия,
Франция,
Англия,
Италия,
Мексико,
ПолшаГрафично триенале Краков – Киелце, Биенале на миниатюрна графика в Лодз,
Русия,
Япония,
Молдова,
Унгария,
Австралия,
Турция,
Бразилия,
Аржентина,
Сърбия,
Армения,
Румъния.
- Международна изложба „Малка графична форма 13x18 – Диалог с цифров семинар“, 2014/2015, Коньскич, Радомиу, Киелка, Буску-Зброджу, Полша
- Втора международна изложба „Мал графички формат 13х18 – Дигитална дијалог-работилница“, 2014/2015, Коњских, Радомиу, Келце, Буску-Здроју, Полска[37]
- Музей на рисунката Остен – Владо Гьорески-Рафик[38]
- Музей на графиката, Пиза (с Паоло Чиампини) (Pisa, Museo de la grafica, Italy, et Paolo Ciampini)[39]
- 9 Световно триенале на графиката, 2014, Шамалиер, Франция (9 Trienniale Mondiale de petit format Chamalières, France, 2014)[40]
- Графична трибуна, 2014, Музей на изкуството Клуж (Tribuna Graphic, 2014, Museum of Art Cluj) [41]
- Огън, вода, земя, 2014, Шумен, България [42]
- Огън, вода, земя, 2013, Гурен, Франция [43]
- Седмо международно графично триенале Битоля, 2012 [44]
- Международни художествени проекти, 2012, Шумен, България [45]
- Шесто Международно графично триенале Битоля, 2009 г. [46]
- Световна галерия на изкуството на хартия – Остен, 2009 [47]
- Четвърто международно графично триенале Битоля, 2003 г. (група Sibelius)[48]
- Второ международно биенале на малка графика, 2003, Тетово (група Сибелиус) [49]
- Самостоятелна изложба, Прилеп, 2002, 37 МТФ "Войдан Чернодрински“[50]
- Самостоятелна изложба, Скопие, 2001, Млад открит театър
- Ла Белон, Брюксел, 2000 г. (La Bellone, Bruxelles, 2000)
- Графично изкуство, Дебрецен, 2000 г. (Grafikusmuveszek, Debrecen, Hungary, 2000)
- Графично биенале, Сеул, 2000 г. (Print Biennial, Seul, 2000, 12)
- Трето международно графично триенале Битоля, 2000 (група Сибелиус)[51]
- Трето международно графично триенале Битоля, 2000 (Владо – Missa на ангелите)[52]
- Балканска изложба на графики, Суботица и Нови Сад, 1999 г. [53]
- Норвегия – Mеждународно графично триенале, Фредрикстад, 1997 (Norwegian international print triennale, Fredrikstad, 1997)
- Самостоятелна изложба, Битоля, 1981 [54]

## Галерия
Владо Гьорески присъства на театралната сцена от много години и е получил множество награди и положителни отзиви за своите сценографии. 
Негови сценични проекти присъстват в много театрални къщи в страната и чужбина.
Драматичен театър Скопие
- Хамлет (1997 и 2012)[59][60]
- Йона Даб [61]
- Всичките лица на Петре Андреевски [62]
- Архелаос или Еврипид се завръща у дома [63]

Турски театър Скопие
- Ромео и Жулиета [64]
- Гилгамеш [65]
- Тартиф [66]
- И аз съм Орхан (Пмук) [67]

Македонски национален театър
- Делири за двама [68]
- Животът е сън [69]

Народен театър Струмица
- Досие Стриндберг[70]
- Последният ден на Мисирков [71]

Народен театър Прилеп
- Роберто Зуко[72]
- Полковникът птица
- Жена за полковника [73]
- Фар [74]
- Кърпен живот [75]

Народен театър Битоля
- Братята Карамазови [76]
- Майстора и Маргарита [58]
- Подземна република[77]
- Бежанка
- Домът на Бернарда Алба
- Notre femme de Paris[78]

Родопски драматичен театър „Николай Хайтов“ Смолян, България (Родопски драматичен театър „Николай Хайтов“), Смолян
- М м е ... който пръв започна

Градски театър „Марин Джич“ (Gradsko kazalište Marina Držića), Дубровник, Хърватия
- Братя Карамазови [79]

### Художествена критика
Неговите критични есета тръгват от местното, Битолската художествена среда и чрез балканските пространства се простират по целия свят.
- Агата Гертчен (Agatha Gertchen), Полша [80][81][82]
- Димитър Кочевски – Мичо [83]
- Джурич – Дзамоња [84]
- Леонардо Готлиб, Аржентина [85]
- Марк Фризинг (Marc Frising), Белгия [86][87]
- Морис Пастернак (Maurice Pasternak), Белгия [88]
- Паоло Чампини (Paolo Ciampini), Италия [89]
- Свето Манев[90][91]
- Слободан Йевтич (Slobodan Jevtic), Франция [92]
- Татяна Манева [93]

### Дизайн на театрални плакати
Владо Гьорески е автор на голям брой театрални плакати, за които е носител и на много. Автор е на плакатите за следните представления:
- „Майстора и Маргарита " – Булгаков, Народен театър Битоля,
- „Опера за три гроша" – Брехт, Народен театър Прилеп,
- „Дон Кихот“ – Сервантес, Народен театър Щип,
- „Полицаи“ – Мрожек, Народен театър Охрид,
- „Братя Карамазови“ – Достоевски, градски театър „Марин Джич“ Дубровник, Хърватия,
- „М м е ... който пръв започна“ – Дуковски, Родопски драматичен театър „Николай Хайтов“Смолян, Българияи др.

### Оригинални проекти
- Евангелието по сенките (с Владо Цветановски) – Народен театър Битоля [94][95]
- И аз съм Орхан (според произведенията на Орхан Памук) – Турски театър Скопие [96]
- Досие Стриндберг – Народен театър „Антон Панов“ – Струмица [97][98]
- Драматизация и адаптация на „Осмото световно чудо“, Народен театър Битоля [99]

## Награди
Носител е на многобройни награди за графично изкуство, сценография и дизайн на театрални плакати:
- Македонски театрален фестивал „Војдан Чернодрински“ Прилеп 2012 г. – Награда за най-добър рекламен материал за пиесата „Полицай“ (Охридски театър) [100]
- Фестивал на македонските театри „Войдан Чернодрински“ Прилеп, 2011 – Награда за най-добър рекламен материал за пиесата „Хамлет“ (Драматичен театър Скопие) [101]
- Македонски театрален фестивал „Войдан Чернодрински“ Прилеп, 2010 – Награда за най-добър рекламен материал за пиесата „Братя Карамазови“ (Народен театър Битоля) [102]
- Фестивал на македонските театри „Войдан Чернодрински“ Прилеп, 2009 – Награда за най-добър рекламен материал за пиесата „Последният ден на Мисирков“ (Народен театър „Антон Панов“ – Струмица) [103]
- Фестивал на македонските театри „Войдан Чернодрински“ Прилеп, 2008 – Награда за най-добър рекламен материал за пиесата „Бежанка“ (Национален театър Щип) [104]
- Фестивал на македонските театри „Войдан Чернодрински“ Прилеп, 2008 – Награда за най-добра сценография в пиесата „Бежанка“ (Национален театър Щип) [104]
- Фестивал на македонския театър „Войдан Чернодрински“ Прилеп, 2007 – Награда за най-добър рекламен материал за пиесата „Тартиф“ (Народен театър Щип) [105]
- Фестивал на македонските театри „Войдан Чернодрински“ Прилеп, 2006 – Награда за сценография в пиесата „Роберто Зуко“ (Народен театър „Войдан Чернодрински“ – Прилеп) [106]
- Македонски театрален фестивал „Войдан Чернодрински“ Прилеп, 2003 – Награда за най-добър рекламен материал за пиесата „На дъното“ (Народен театър Битоля)[107]
- Македонски театрален фестивал „Войдан Чернодрински“ Прилеп, 1998 – Награда за сценография в пиесата „Полковник птица“ (Народен театър Прилеп) [108]
- Македонски театрален фестивал „Войдан Чернодрински“ Прилеп, 1998 – Награда за най-добър рекламен материал в пиесата „Полковник Птица“ (Народен театър Прилеп) [108]
- Македонски театрален фестивал „Войдан Чернодрински“ Прилеп, 1996 – Награда за сценография в пиесата „Майстора и Маргарита“ (Народен театър Битоля)[108]
- Фестивал на македонските театри „Войдан Чернодрински“ Прилеп, 1994 – Награда за сценография в пиесата „Notre femme de Paris“ (Народен театър Битоля)[108]
- Македонски театрален фестивал „Войдан Чернодрински“ Прилеп, 1991 – Награда за сценография в пиесата „Подземна република“ (Народен театър Битоля)[108]
- Награда – награда на Биеналето на съвременното международно графично изкуство, Молдова[109].
- Награда – Премия на Международното биенале на графиката в Букурещ, Румъния[110].